# Julija Lemigowa
Julija Andriejewna Lemigowa, ros. Юлия Андреевна Лемигова (ur. 20 czerwca 1972) – rosyjska modelka i przedsiębiorca, miss ZSRR 1991 roku.

## Życiorys
Julija Lemigowa urodziła się 20 czerwca 1972 roku jako córka pułkownika Armii Radzieckiej. Pochodzi z arystokratycznej rodziny, jej dziadek był Francuzem, który po rewolucji październikowej przyjął nazwisko żony. Mówi w pięciu językach. W 1990 roku zwyciężyła w konkursie Miss ZSRR 1991, ostatnim przed rozpadem tego kraju. W kolejnym roku reprezentowała ZSRR w konkursie Miss Universe, zdobywając trzecie miejsce. Ukończyła zarządzanie na uniwersytecie w Paryżu, w tym też mieście mieszkała przez wiele lat i prowdziła tam założoną przez siebie firmę kosmetyczną „White Russia” oraz spa. W czasie pobytu we Francji zmieniła nazwisko na de la Turner, oryginalne nazwisko jej dziadka. Dalszy rozgłos przyniósł jej związek z francuskim bankierem Edouardem Sternem, z którym zaczęła się spotykać w 1997 roku. W kolejnym roku Stern rozstał się z żoną, a w 1999 roku parze urodził się syn. Po jego śmierci pół roku później para rozstała się z powodu niejasności wokół przyczyn śmierci dziecka, zaś samo śledztwo w tej sprawie umorzono w 2002 roku. Od tego czasu Lemigowa nie udzielała się publicznie.
Od 2009 roku jest związana z tenisistką Martiną Navrátilovą, która oświadczyła się jej we wrześniu 2014 roku podczas turnieju US Open. W grudniu tego samego roku para wzięła ślub. Para wychowuje dwie córki Lemigowej, ich ojciec nie jest znany.